# Umbrella/Dropout
『umbrella/Dropout』（アンブレラ/ドロップアウト）は、SEKAI NO OWARIのメジャー13作目（通算15作目）のシングル。ユニバーサルミュージック内の傘下レーベルであるVirgin Musicへの移籍後初のCDシングルとして2020年6月24日に発売された。

## 概要
前作『蜜の月 -for the film-』から1年3か月ぶり、マキシシングルとしては『サザンカ』から2年4か月ぶり、両A面シングルとしては『SOS/プレゼント』から4年9か月ぶりとなるシングル。
当初は2020年5月27日にベストアルバム「SEKAI NO OWARI 2010-2019」と同時リリースされる予定であったが、新型コロナウイルスの感染拡大に伴い約1か月遅れてのリリースとなった。
「umbrella」は2020年7月28日から9月15日までカンテレ・フジテレビ系列で放送された火9ドラマ『竜の道 二つの顔の復讐者』の主題歌。2020年4月12日に冠ラジオ番組の『SEKAI NO OWARI “The House”』で初フルオンエアされ、2020年6月1日より「umbrella」の先行配信が開始された。
「Dropout」は2020年3月31日から配信シングルとしてリリースされていた全編英詞の楽曲。KDDIのテレビCM「au 5Gその手に」篇のために書き下ろされた。英詞の曲にはネルソン・バビンコイが作詞補助として付く場合が多いが、今回は補助していない。Fukaseは「今までの自分と、未来に対する自分のことを歌っていて、サビは今から進んでいく未来について歌っています。自分の地元の街にも変わっていくものと、変わらないものが景色として沢山あって、その場所を歩いているときに曲のメロディーが自分の中に降りてきました」とし、自身のこれまでの人生が詰まったような楽曲だと語っている。また、2020年11月にEnd of the World名義で発売したアルバム『Chameleon』の収録楽曲「Dropout Boulevard」の原曲になっている。
「周波数」はTOKYO FM開局50周年アニバーサリーソング第3弾のタイアップが付いた楽曲。2020年6月8日放送の『Skyrocket Company』でタイトルの発表と初フルオンエアが行われた。
初回限定盤Aのジャケットには漫画家・イラストレーターの江口寿史が傘を持つ少女のイラストを、また初回限定盤Bと通常盤のジャケットにはFukaseが油絵でそれぞれ蛾とバースデーケーキを描いた。蛾はFukaseが過去の作品でも大切に使ってきて自分のルーツに関係があり、バースデーケーキには「アニバーサリー」「リボーン」という2つの意味が込められている。
また、初回限定盤Aには「umbrella」のレコーディングを振り返るビデオコメンタリーや舞台裏を捉えたメイキング映像『umbrella Recording Making』が、初回限定盤BにはFukaseが撮ったアーティスト写真撮影の模様と撮影直後ので構成された『Artist Photo Shoot Making』が収録。さらに、各盤に初回生産限定封入特典としてZoomを使った「オンラインミート&グリート」に応募するための抽選券が封入されている。
2020年6月28日放送の『SEKAI NO OWARI “The House”』にて「コロナウイルスによる騒動が収まったらミュージックビデオを撮りたい」と語られており、その後2020年7月28日にファンクラブ限定で「umbrella」のミュージックビデオが先行公開、同日午後9時にYouTubeにて一般公開された。監督はSaoriの夫である俳優の池田大で、池田がInstagramに投稿したところによるとメンバーに浴びせた水の量は20トンに及ぶという。

## 収録曲
- 初回限定盤BのみM-1.「Dropout」、M-2.「umbrella」、M-3.「周波数」の曲順となる。

1. umbrella
  - 作詞：Fukase
作曲：Fukase, Saori
編曲：SEKAI NO OWARI
    - カンテレ・フジテレビ系列国ネットドラマ「竜の道 二つの顔の復讐者」の書き下ろし主題歌。
2. Dropout
  - 作詞・作曲：Fukase
編曲：SEKAI NO OWARI
    - 「au 5Gその手に篇」のCMソング。
3. 周波数
  - 作詞・作曲：Saori
編曲：SEKAI NO OWARI、蔦谷好位置
    - TOKYO FM開局50周年アニバーサリーソング第3弾。
    - 共同プロデュースに蔦谷好位置を迎えた[17]。両者は今回が初タッグである。
    - 新型コロナウイルスの感染拡大予防のため、完全リモートで作り上げられた[18]。